# رایان مورفی (نویسنده)

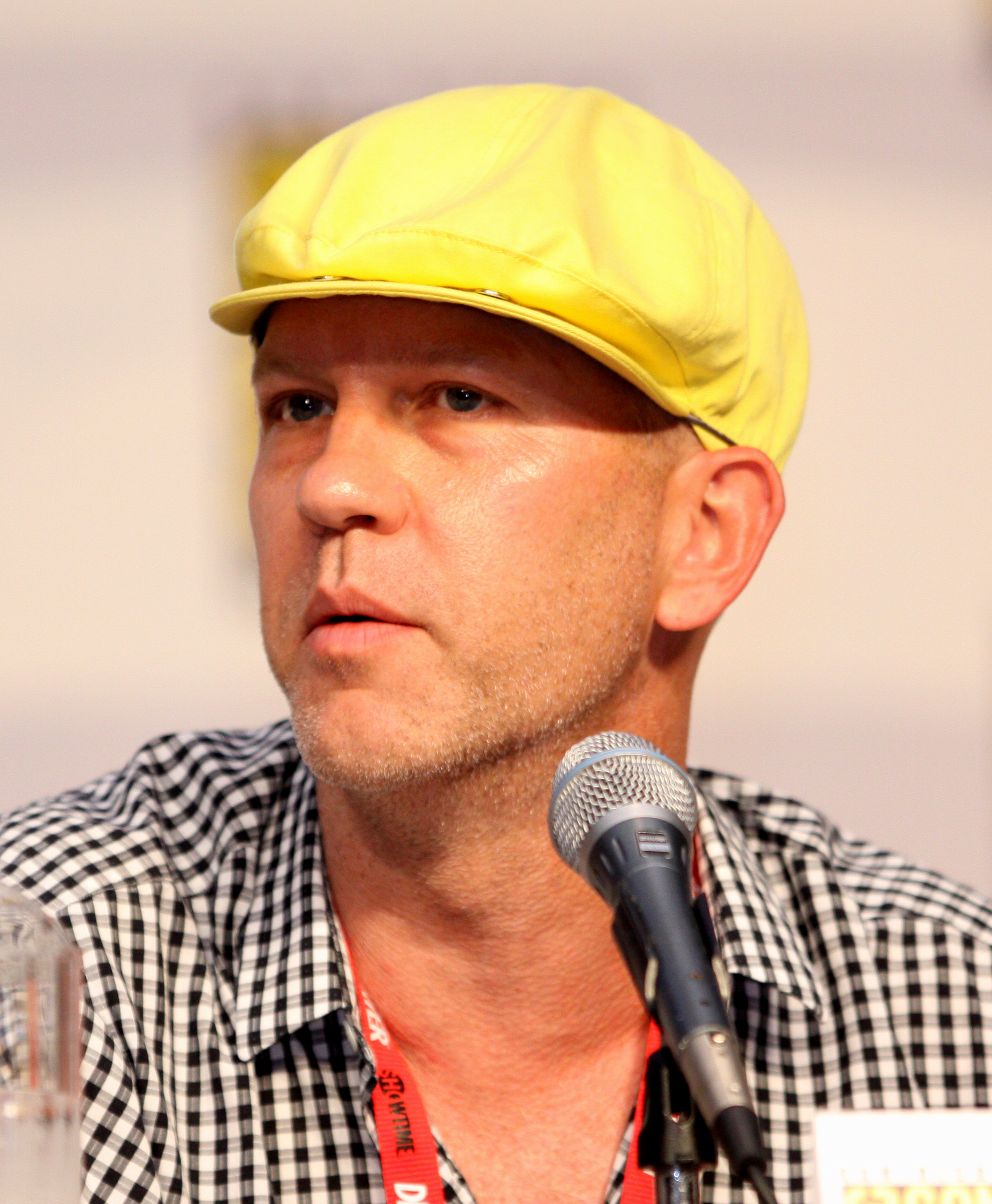

رایان پاتریک مورفی (به انگلیسی: Ryan Patrick Murphy) (متولد ۹ نوامبر ۱۹۶۵) فیلم‌نامه‌نویس، کارگردان و تهیه‌کننده تلویزیونی آمریکایی است. از آثار معروف وی گلی و داستان ترسناک آمریکایی است. وی همجنس‌گرا است.
مورفی از سال ۱۹۹۹ فعالیت خود را در عرصه نویسندگی آغاز کرد ، از جمله افتخارات او می‌توان به کسب شش جایزه امی اشاره کرد.
او سابقه حضور در پروژه تولید آثاری همچون هالیوود، رچد، هالستون، ژست و داستان جنایی آمریکایی را در کارنامه هنری خود دارد.

## فیلمشناسی

### فیلم بلند
- جشن رقص پایان سال
- قلب طبیعی - ۲۰۱۴
- بخور، عبادت کن، عشق بورز - ۲۰۱۰
- دونده با قیچی - ۲۰۰۶

### مجموعه تلویزیونی
- داستان ترسناک آمریکایی
- گلی
- داستان جنایی آمریکایی
- ژست
- رچد
- ۹٫۱٫۱
- هالیوود
- ملکه جیغ‌ها
- سیاستمدار